# Jinkee Pacquiao
Maria Geraldine Jamora Pacquiao, detta Jinkee (General Santos, 12 gennaio 1979), è una politica filippina e moglie del pugile e politico Manny Pacquiao.
È stata eletta il 30 giugno 2013 come vice governatore della provincia di Sarangani, situata a Mindanao, nella parte meridionale delle Filippine.

## Biografia
Jinkee Jamora è nata all'ospedale di Saint Elizabeth di General Santos il 12 gennaio 1979, figlia di Nestor Jamora e Rosalina Capeña. Ha una sorella gemella di nome Janet. Ha frequentato le università di Notre Dame a Cotabato e l'AMA Computer a Quezon City. Lavorava come consigliera di bellezza quando ha incontrato il pugile Manny Pacquiao, con cui si è sposata nel 2000 e dal quale ha avuto cinque figli.